# Psaume 150

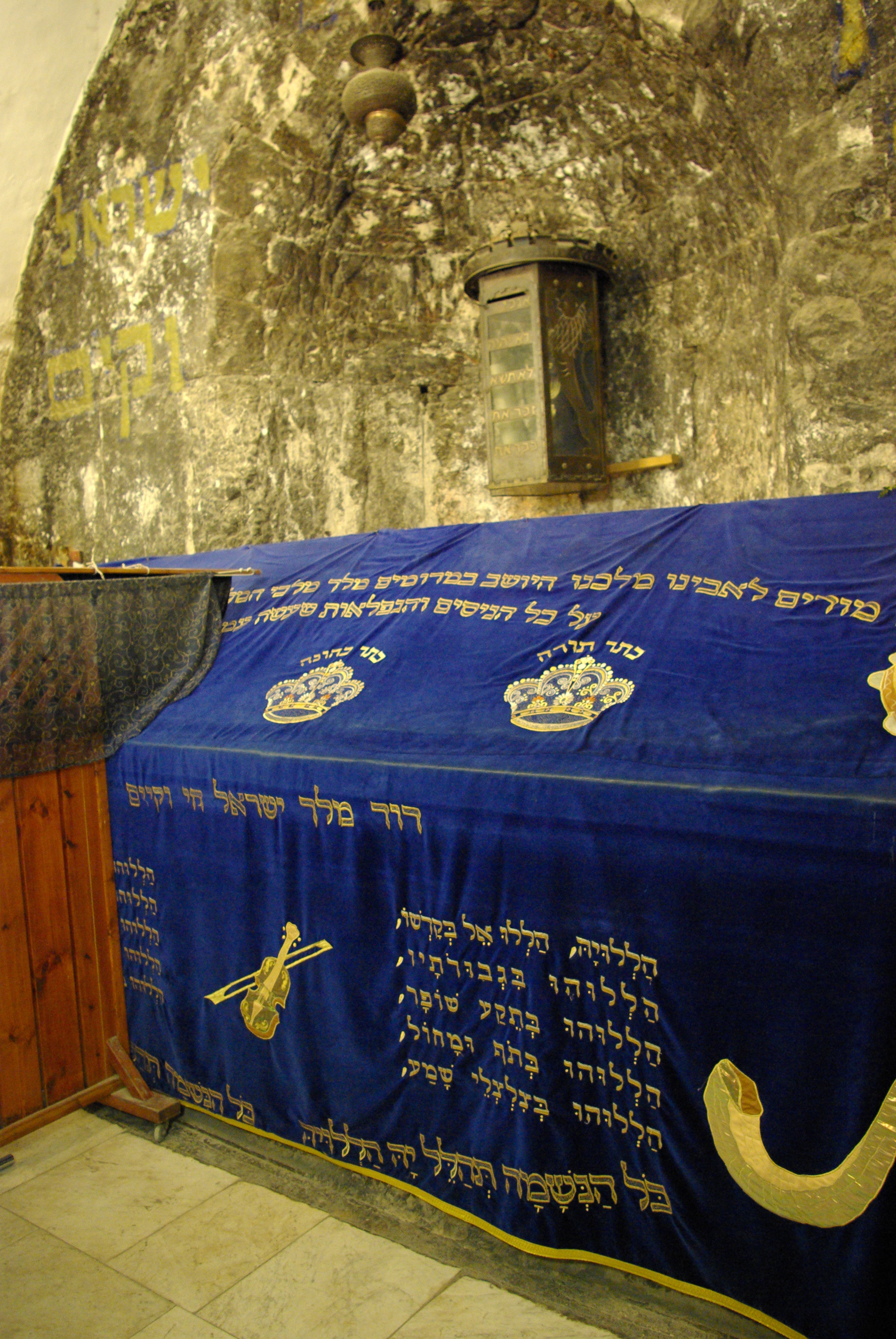
Le Psaume 150 brodé sur le tombeau de David.

Le Psaume 150 est le dernier texte du Livre des Psaumes. Il est appelé en latin Laudate Dominum. C'est une invitation à la louange à Dieu, prononcée tant par les juifs que les chrétiens, et qui a souvent été mise en musique.

## Texte
| verset | original hébreu                          | traduction française de Louis Segond                                                                     | Vulgate latine                                                                     |
| ------ | ---------------------------------------- | --- | ---------------------------------------------------------------------------------- |
| 1      | הַלְלוּ-יָהּ:הַלְלוּ-אֵל בְּקָדְשׁוֹ; הַלְלוּהוּ, בִּרְקִיעַ עֻזּוֹ | Louez l’Éternel ! Louez Dieu dans son sanctuaire ! Louez-le dans l’étendue, où éclate sa puissance !     | Alleluia laudate Dominum in sanctis eius laudate eum in firmamento virtutis eius   |
| 2      | הַלְלוּהוּ בִגְבוּרֹתָיו; הַלְלוּהוּ, כְּרֹב גֻּדְלוֹ        | Louez-le pour ses hauts faits ! Louez-le selon l’immensité de sa grandeur !                              | Laudate eum in virtutibus eius laudate eum secundum multitudinem magnitudinis eius |
| 3      | הַלְלוּהוּ, בְּתֵקַע שׁוֹפָר; הַלְלוּהוּ, בְּנֵבֶל וְכִנּוֹר    | Louez-le au son de la trompette ! Louez-le avec le luth et la harpe !                                    | Laudate eum in sono tubae laudate eum in psalterio et cithara                      |
| 4      | הַלְלוּהוּ, בְּתֹף וּמָחוֹל; הַלְלוּהוּ, בְּמִנִּים וְעֻגָב    | Louez-le avec le tambourin et avec des danses ! Louez-le avec les instruments à cordes et le chalumeau ! | Laudate eum in tympano et choro laudate eum in cordis et organo                    |
| 5      | הַלְלוּהוּ בְצִלְצְלֵי-שָׁמַע; הַלְלוּהוּ, בְּצִלְצְלֵי תְרוּעָה  | Louez-le avec les cymbales sonores ! Louez-le avec les cymbales retentissantes !                         | Laudate eum in cymbalis bene sonantibus laudate eum in cymbalis iubilationis       |
| 6      | כֹּל הַנְּשָׁמָה, תְּהַלֵּל יָהּ: הַלְלוּ-יָהּ               | Que tout ce qui respire loue l’Éternel ! Louez l’Éternel !                                               | Omnis spiritus laudet Dominum                                                      |

## Thème du psaume

Illustration du Psaume 150 sur le mur qui entoure Bethléem.

Le thème du psaume est la louange, qui structure le psaume : lieu de la louange, au verset 1 ; pourquoi louer, verset 2 ; comment louer, versets 3 à 5, et qui doit louer, au verset 6. L'impératif « louez-le » est présent dix fois. Le lieu de la louange est à la fois le temple terrestre et le firmament. Deux raisons sont évoqués pour inviter à la louange : les actions de Dieu, qui traversent tous les psaumes, et ses attributs (sainteté, grandeur, etc.). Sept instruments de musique sont cités pour exprimer la louange, ce qui signifie la plénitude. Ils peuvent aussi faire référence à toute la vie humaine. Les instruments indiqués étaient aussi associés à divers aspects de la vie : la guerre puis les sacrifices pour le cor et la trompette, le culte des lévites pour la harpe et la lyre, les danses rituelles de jeunes filles pour le tambourin. Enfin, ce n'est pas seulement l'homme qui est appelé à la louange dans ce psaume, mais « tout ce qui respire », donc tous les êtres vivants. D'ailleurs, non seulement le dernier verset est une grande doxologie mais aussi, en tant que conclusion, il résume tout le psautier, le livre des louanges, originellement des Juifs, puis également des chrétiens.

## Usage liturgique

### Dans le judaïsme
Avec les quatre psaumes précédents, le psaume 150 fait partie de la prière quotidienne du Pesukei dezimra. Les psaumes 146 à 150 sont considérés comme une autre forme du hallel. Le verset 3 fait partie de la prière de shacharit Amida, lors de la fête de Rosh Hashanah. Les versets 1 à 6 sont aussi présents dans la prière de Mussaf Amida, lors de la même fête.

### Dans le christianisme

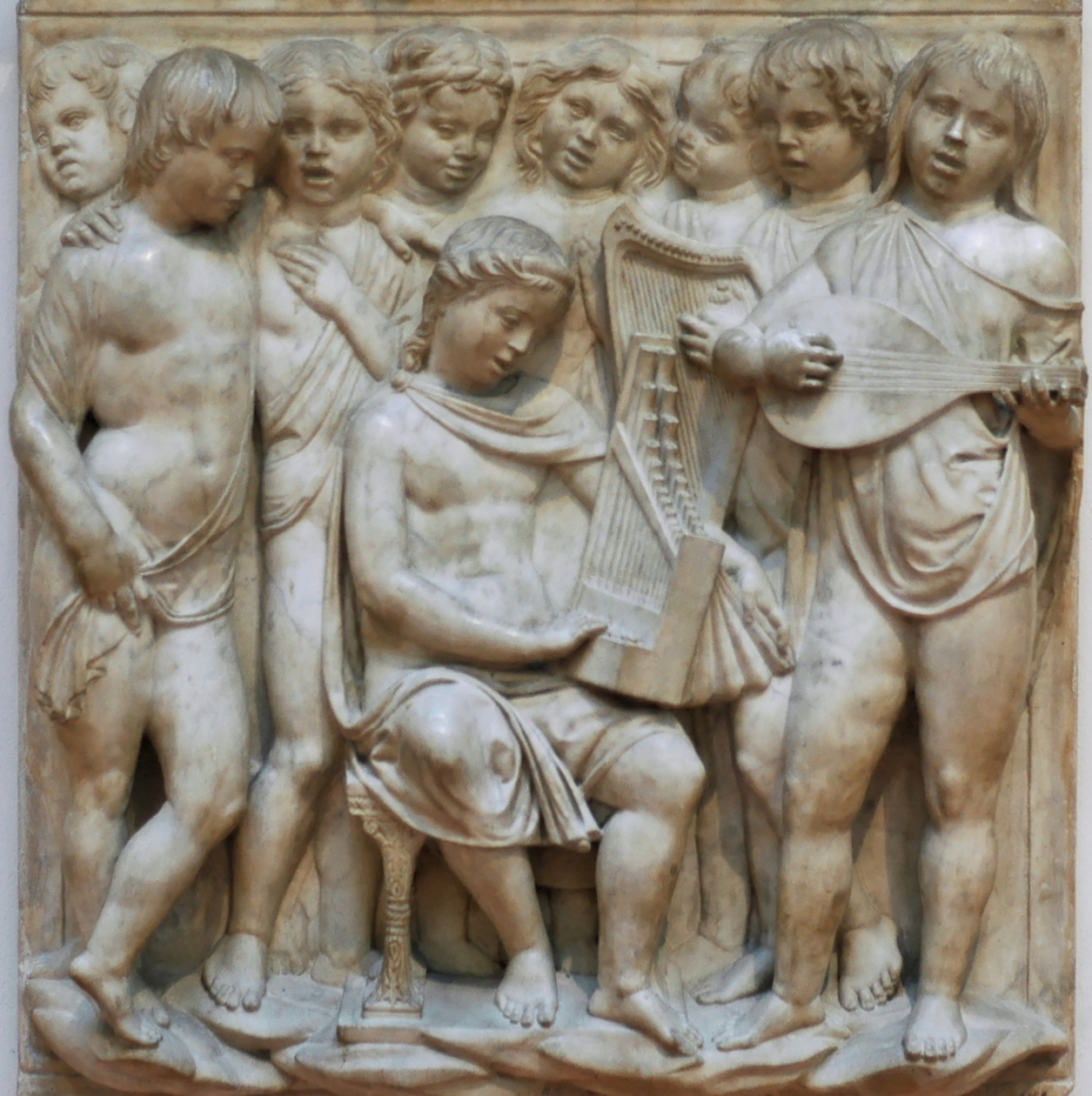
Luca della Robbia. Putti chantant et jouant de la musique, illustration du Psaume 150. Panneau sculpté décorant la cantoria, musée de l'Œuvre du Dôme de Florence.

#### Chez les catholiques
Depuis le haut Moyen Âge auprès des monastères, ce psaume se distinguait quotidiennement, avec les psaume 148 et psaume 149, lors de l'office solennel du matin, d'après la distribution des psaumes par saint Benoît de Nursie effectuée vers 530. C'est la raison pour laquelle cet office s'appelle traditionnellement laudes.
Le psaume 150 est encore récité à la fin des laudes les second et quatrième dimanche de la liturgie des Heures. Il est aussi utilisé comme psaume responsorial dans la liturgie eucharistique le jeudi de la 23e semaine du temps ordinaire aux années impaires, et le mercredi de la 33e semaine du même temps ordinaire aux années paires.

## Mise en musique
- Heinrich Schütz, Alleluja! Lobet den Herren in seinem Heiligtum. Psalm 150.,  motet SWV 38 in Psalmen Davids SWV 38 (1619)
- Jean-Sébastien Bach, cantate Lobe den Herren (1725),BWV 137)
- Michel-Richard de Lalande, grand motet S.46 (1697)
- Robert Schumann, Psalm 150 (1822)
- Felix Mendelssohn Bartholdy, Lobgesang op. 52 (1840)
- Louis Lewandowski, Großes Halleluja (Psalm 150) (ca. 1866)
- César Franck, Psaume 150 (1883)
- Anton Bruckner, Psaume 150 (Halleluja. Lobet den Herrn in seinem Heiligthum) WAB 38 (1892)
- Charles Ives, Psalm 150 (1894)
- Charles Villiers Stanford, Psalm 150: O praise God in his holiness (1909)
- Igor Stravinsky, Symphonie de Psaumes, 3. Satz (1930/1948)
- Zoltán Kodály, Geneva Psalm 150 (1936)
- Benjamin Britten, Psalm 150 op. 67 (1962)
- Bertold Hummel, Psaume 150 (Halleluja. Laudate Dominum) op. 90,42 (1989)
- John Rutter, Psaume 150 (2002)

#### Documents anciens
- Séfer Tehilim, de Rachi, XIe siècle,
- Commentaire juif des Psaumes, d’Emmanuel, Éditions Payot, 1963.
- Commentaires sur les Psaumes, d’Hilaire de Poitiers, IVe siècle, Paris, Éditions du Cerf, 2008, collection sources chrétiennes n°515,
- Commentaires sur les saumes, de Jean Chrysostome, IVe siècle,
- Discours sur les Psaumes, d'Augustin d'Hippone, IVe siècle, 2 vol., collection « Sagesses chrétiennes », Éditions du Cerf,
- Commentaire des Psaumes, de Jean Calvin, 1557.

#### Sources récentes
- Hans Brandenburg (de): Die Psalmen II, 2e édition, 1982, p. 306f.
- Fritz Grünzweig: Einführung in die biblischen Bücher, Das Alte Testament, 2e édition, 2000, p. 285.